# Феліксувка (Єнджейовський повіт)
Феліксувка (пол. Feliksówka) — село в Польщі, у гміні Собкув Єнджейовського повіту Свентокшиського воєводства.